# Ilona Békési
Ilona Békési (ur. 11 grudnia 1953 w Budapeszcie) – węgierska gimnastyczka, medalistka igrzysk olimpijskich.
Brała udział w dwóch igrzyskach (IO 68, IO 72), na drugich zdobyła brązowy medal w drużynie, cztery lata wcześniej była na piątym miejscu. W wieloboju indywidualnym osiągnęła 38. miejsce w Meksyku i dziewiąte miejsce w Monachium. Najwyższą indywidualną pozycję na igrzyskach wywalczyła w ćwiczeniach na poręczach w Monachium (piąte miejsce).